# Limba slovinciană
Limba slovinciană (słowińskô mòwa, słowińsczi) este un dialect dispărut al limbii pomeraniene, vorbit în trecut de slovincieni pe teritoriul dintre lacurile Gardno și Łebsko (acum comuna Smołdzino, voievodatul Pomerania, Polonia). A fost înlocuit cu limba germană la începutul secolului XX.